# Cotillion Records
Cotillion Records bylo americké hudební vydavatelství vlastněné společností Atlantic Records. Bylo aktivní v letech 1968–1985 a vydávali zde rozdílní umělci, jako byli The Velvet Underground, McDonald and Giles nebo Emerson, Lake & Palmer. V roce 1970 zde rovněž vyšel záznam z festivalu Woodstock nazvaný Woodstock: Music from the Original Soundtrack and More.

## Hudebník
- Slave
- Sister Sledge
- EL&P
- McDonald and Giles